# Agalychnis terranova
Agalychnis terranova es una especie de anfibio anuro perteneciente a la familia Hylidae.  Vive en Colombia. Los científicos la han lo visto entre 240 y 900 metros sobre el nivel del mar.
La rana adulta mide 4.7 cm de largo, y la hembra es más grande que el macho. Su piel es verde con muchas verrugas. Esta rana se parece mucho a otras ranas de su género, pero sus lados son anaranjados con verrugas blancas en lugar de azules. Los científicos creen que esta rana es nocturna.
Esta especie está amenazada por la actividad minera en y cerca de su hábitat.